# BEASTARS

《BEASTARS》(비스타즈)는 이타가키 파루가 창작한 일본의 만화 작품이다. 《주간 소년 챔피언》(아키타 쇼텐)에서 2016년 41호부터 2020년 45호까지 발간. 의인화된 육식수와 초식수가 생활 상생을 하는 세계를 무대로 기숙사제 학교 '체리톤 학원'에 다니는 동물들의 군상극을 그린다. 2019년 10월에는 넷플리스가 후지 TV와 합작하여 애니메이션 리믹스를 내놓았다.

## 줄거리
중고교 일관 엘리트 학교 체리톤 학원내에서 어느 날 초식수 알파카의 학생 템이 육식수에게 죽임을 당하는 식살 사건이 일어난다. 템과 마찬가지로 연극부원이었던 회색 늑대의 소년 레고시는 대형 육식수인 데다 과묵한 성격과 의미심장한 언동이 화를 내, 곤살범이라고 의심의 눈초리를 받게 된다. 다행히 이 의혹은 곧 풀리지만 결국 진범은 찾지 못한 채 학원에서 태어난 육식수와 초식수의 불화 같은 것이 사라지지는 않았다.

## 수상

### 2018년 일본만화대상 1위
2018년 일본만화대상 1위에 수상했다.
| 캐릭터    | CD드라마 Vomic                    | OVA 2018년 10월 26일 | 애니메이션 2020   |
| --------- | --------------------------------- | -------------------- | ----------------- |
| 레고시    | 스야마 아키오 & 사쿠라이 타카히로 | 마지마 준지          | 치카히로 코바야시 |
| 하루      | 코오로기 사토미 & 사카키바라 유이 | 후쿠엔 미사토        | 센본기 사야카     |
| 루이스    | 쿠스노키 타이텐                   | 키시오 다이스케      | 오노 유키         |
| 남자 이름 | 카나이 미카                       | 미즈하라 가오루      | 에노키 준야       |
| 고힌      | 이노우에 카즈히코                 | 야나다 키요유키      | 오오츠카 아키오   |
| 계산서    | 히노 사토시                       | 카지 유우키          | 도라지마 타카아키 |
| 주노      | 오키 카나에                       | 키타무라 에리        | 타네자키 아츠미   |
| 외륜      | 챠후린                            | 오오츠카 아키오      | 겐다 텟쇼         |
| 콜롯      | 키우치 히데노부                   | 오노 다이스케        | 야시로 타쿠       |
| 더럼      | 칸나 노부토시                     | 스가노 히데키        | 에구치 타쿠야     |

## 같이 보기
- 《주토피아》